# Нахшон
Нахшо́н сын Аминада́ва (ивр. נחשון בן עמינדב‎) — глава колена Иегуды в период Исхода евреев из Египта; сын Аминадава, брат Элишевы. 
Когда евреи оказались перед Красным морем, Нахшон первым вошёл в море, уповая на Господа. Когда воды моря уже почти захлестнули его, произошло чудо и воды разверзлись.
В старославянской транскрипции принято написание Наассон; в «БЭАН» упоминается как Касон.
В иврите слово נַחְשוֹן означает профессию змеелова (от слова נַחָש [наха́ш] — змея) и птицу-змеешейку. При этом имя Нахшон, по-видимому, является производным от основы נחוש, и имеет значение «упорный».
Имя Нахшона, сына Аминадава, в Израиле присвоено отряду специального назначения управления израильских тюрем.
Отец Салмона, предок Вооза, царя Давида и Иисуса Христа (Лк. 3:23-38).